# 須藤真澄
須藤 真澄（すどう ますみ、1964年12月17日 - ）は、日本の漫画家。東京都墨田区出身。女性。東京都立城東高等学校を経て東京学芸大学教育学部卒業。
同人誌活動から、プロデビューに至る。プロデビューは『DUO』別冊『すとろベリィ』（朝日ソノラマ）掲載の『わたくしどものナイーヴ』。『あずきちゃん』の作者木村千歌とは学生時代からの友人で、同時にデビューしている。
代表作に『振袖いちま』、『アクアリウム』、『おさんぽ大王』、『ゆず』、『どんぐりくん』など。『アクアリウム』は1998年に映画化された。また『ごきんじょ冒険隊』は、同名の家庭用ゲーム機（スーパーファミコン）向けRPGの製作とパラレル展開したもの。
2010年から『コミックビーム』（エンターブレイン）に『庭先案内』の続編である『庭先塩梅』が2016年まで連載された。

## 作風
「一点鎖線」状の描線が最大の特徴（後述）。初期は日常に奇妙な空間が開く幻想的な雰囲気のファンタジー漫画作品が主であったが、近年は愛猫「ゆず」（2005年1月に病気で死去）を題材としたり、作者とその周りの人々との日常を描いたエッセイ的な作品でも活躍している。ゆずはエッセイ漫画『ゆず』、『ゆずとまま』などのシリーズに描かれたほか、『どんぐりくん』の主人公のモデルになった。また、雑誌『ゴジラマガジン』の『怪獣対策本部物語』とコラムページのカット（怪獣対策本部）で怪獣「ネコンタ」（普段は飼い猫だが、籠から出すと巨大化する）としても登場しており、同読者にも愛される存在として知られていた。
ファンタジー作品では、下町や日本の田舎町、あるいはネパールやバリ島を中心とした東南アジアを舞台とすることが多い。青年や少年少女だけではなく、老人、熟年の男女、幼い子供など、様々な年齢の人々の交流をコミカルに、人情味豊かに描写する。
エッセイ作品では、実在の人物の特徴を上手にデフォルメした似顔絵を得意としている。既婚者だが作品には夫がほとんど出てこないので、漫画だけ読んでいると独身であるように見える。

### 画風
人物の輪郭線や、物体の輪郭の大半が、「・－・－・－」といった粘っこい強弱のついた一点鎖線で描かれ、逆光が溢れ出しているような印象を与える。
さらに、美少女の描写には、以下の要素が加わる。
- 黒目は、瞳や輝きを描かず黒く塗り潰す。
- 目の上1/3ほど全体が真っ黒に塗り潰される、睫毛を強調した表現であるらしい。
- 両目尻下部に下睫毛を表現したものと思われる黒い三角形がある。
- 両目尻に（上記三角形の上部）、潤んだような印象を与える小円弧が描いてある。

初期はやや尖った描線の、白っぽく線の細い画風だったが、その後はやや線が太い、丸っこい描線になっている。

## 作品リスト

### コミックス・絵本
- 電氣ブラン（1985年）
- 観光王国（1989年）
- 子午線を歩く人（1990年）
- 天国島（パライソじま）より（1992年）
- 振袖いちま 全3巻（1993年-）
- ゆず 生きていく私とゆず（1993年）
- ナナカド町綺譚（1994年）
- アクアリウム（1994年）
- ゆずとまま （1996年）
- おさんぽ大王 全7巻（1997年-2003年、コミックビーム連載）
- じーばーそだち（1997年）
- ごきんじょ冒険隊（1997年）
- てぬのほそみち（1999年）
- 金魚銀魚（1999年）
- どんぐりくん 全4巻（1999年-）
- あゆみ（2001年）
- ゆずのどんぐり童話（2001年）
- どんぐりがくえん（2003年）
- マヤ（2004年） - 『鶏頭樹』他の短編を収録
- 庭先案内 全6巻（2004年-2010年、コミックビーム連載）
- 長い長いさんぽ（2006年）
- 萌葱（2010年） - 自選短編集
- 梅鼠（2010年） - 自選短編集
- ナナナバニ・ガーデン（2010年）
- 水蜻蛉の庭（2011年） - 『コミックビーム』連載の庭先塩梅の第1巻
- 金魚草の池（2012年） - 『コミックビーム』連載の庭先塩梅の第2巻
- 地図苔の森（2012年） - 『コミックビーム』連載の庭先塩梅の第3巻
- 火輪花の丘（2013年） - 『コミックビーム』連載の庭先塩梅の第4巻
- 木珊瑚の島（2015年） - 『コミックビーム』連載の庭先塩梅の第5巻
- 土筆柑の空（2016年） - 『コミックビーム』連載の庭先塩梅の第6巻（最終巻）
- どこか遠くの話をしよう（「上」2017年） - 「下」2018年）
- おさんぽマスターズ（2021年、コミックビーム連載）

### 画集
- ますびえ 須藤真澄画集（2000年）
- よいこ-どんぐりくんポストカード（2000年）

### その他
- どと～のムー民くん（1988年 - 1998年） - ムーに「ひらはら平太」名義で連載されていた4コママンガ。
- 鈴木浩彦『一つ目小僧の秘密』（1989年） - イラストを担当
- ゆざわなつき『たっくんみーちゃん ろくおんえほん』（1994年） - イラストを担当
- 加藤由子『あなたの猫の偏差値は?』（2001年） - 漫画を担当
- 加藤由子『あなたの猫の愛情診断』（2001年）- 漫画を担当
- 加藤由子『猫を飼う資格!?猫検』（2007年） - 漫画を担当
- 有川浩『三匹のおっさん』（2009年） - イラストを担当
- ひょうたん書店 - イメージキャラクターのデザインを担当
- MSDのしたてやノート（2008年 - 2011年） - お人形ムック『Dolly*Dolly』連載のコラム。MSD用のドール服の作り方を、雑談を交えつつ紹介している。

### CD-ROM
- バザール 須藤真澄の世界（1996年）

### 携帯電話コンテンツ
- ネコ好き天国（イラスト）